# Bruchidius imbricornis
Bruchidius imbricornis là một loài bọ cánh cứng trong họ Bruchidae. Loài này được Panzer miêu tả khoa học năm 1795.